# Appareil phonatoire
L’appareil phonatoire ou appareil vocalique est l'ensemble des organes de la parole et des muscles qui les actionnent. Ils permettent la production des phones, ou sons propres à la langue parlée.

## Organes de la phonation
Dans le thorax, au-dessus du diaphragme et derrière les muscles costaux, une trachée descend qui se divise en deux bronches prolongées par de nombreuses bronchioles qui pénètrent dans deux poumons jusqu'aux alvéoles. Les poumons font office de soufflerie afin de fournir l'air nécessaire à la production de la plupart des sons. Les sons sont produits pendant l'expiration.
Dans le cou, le gosier abrite, à hauteur de la pomme d'Adam, les cordes vocales ; la gorge contient le pharynx, le larynx, et la glotte entre les deux plis vocaux.
Dans la tête se trouvent le nez (et ses fosses nasales), la bouche (qui contient la langue, et sa pointe, et son dos), le palais (et sa voûte, et son voile), la luette, les dents (enracinées dans les alvéoles dentaires), les lèvres (inférieure et supérieure), et les joues.

## Points d'articulation
Pour permettre la phonation, les différents organes mobiles entrent en contact ou se resserrent contre d'autres organes, pour former un point d'articulation, ou lieu d'articulation.

## Cavités de l'appareil phonatoire
L'appareil phonatoire comporte des cavités que l'air pulmonaire traverse.

### Glotte
La glotte est l'espace de forme triangulaire circonscrit par les plis vocaux, par lequel l'air pulmonaire peut s'échapper. Pour la phonation, la glotte doit se fermer le long de sa ligne médiane.

### Cavités supraglottiques
Aussi appelées cavités suprapharyngales, ou résonateurs supraglottiques, les cavités supraglottiques jouent un rôle principal dans l'articulation de la parole, elles servent en effet de résonateurs au ton laryngien.

#### Cavité pharyngale
La cavité pharyngale est limitée vers le bas par le pharynx, et vers le haut par la racine de la langue et le voile du palais.

#### Cavité buccale
La cavité buccale est aussi appelée cavité antérieure, et est limitée à l'avant par des incisives et à l'arrière par le point d'articulation, c'est-à-dire le lieu de resserrement le plus étroit du chenal buccal pendant l'articulation. Elle peut changer de forme grâce aux mouvements de la langue et à la position des lèvres.

#### Cavité labiale
La cavité labiale est comprise entre les incisives et les lèvres plus ou moins contractée. Elle n'intervient dans la phonation que si les lèvres sont projetées vers l'avant, qui s'accompagne généralement d'un arrondissement de ces dernières. Les sons produits par ce processus seront caractérisés comme labialisés (ou labials).

#### Cavité nasale
La cavité nasale intervient dans la phonation quand l'abaissement de l’extrémité du voile du palais, ou la luette, permet l'écoulement libre d'une partie de l'air issu du larynx par les fosses nasales. Lorsque l'air s'écoule en majorité par la cavité nasale dans la production d'un son, ce son sera caractérisé comme nasal.